# Wiesenrautenblättrige Akelei
Die Wiesenrautenblättrige Akelei (Aquilegia thalictrifolia), auch Wiesenrauten-Akelei genannt, ist eine Pflanzenart aus der Gattung Akeleien (Aquilegia) und der Familie  der Hahnenfußgewächse (Ranunculaceae).

## Beschreibung
Die Wiesenrautenblättrige Akelei ist eine krautige, ausdauernde Pflanze, die 20 bis 60 Zentimeter hoch wird. Ihre Stängel sind aufrecht, schlank, 1 bis 2 Millimeter dick und unverzweigt oder verzweigt mit einigen spreizenden Seitenästen oben. Sie sind dicht drüsig behaart. Die wenigen Grundblätter sind bis zu 20 Zentimeter lang gestielt, sie sind doppelt dreiteilig mit gestielten Abschnitten. Ihre Teilblättchen sind breit verkehrt-eiförmig, sie sind 1 bis 3 Zentimeter lang und 1 bis 2,5 Zentimeter breit und haben einen keilförmigen Grund. Sie sind fast bis zur Mitte eingeschnitten oder tief gezähnt, meist dreispaltig mit nach oben verbreiterten Zipfeln. Die unteren 1 bis 2 Stängelblätter sind gestielt, sie sind den grundständigen ähnlich, aber werden nach oben kleiner und einfacher. Die obersten sind einfach und sitzend. Die Blätter sind fast kahl und nur selten mit einzelnen Drüsenhaaren besetzt bis drüsig-klebrig.
Die Blütenstiele sind bis 10 Zentimeter lang. Die nickenden, zwittrigen Blüten mit doppelter Blütenhülle sind klein und blauviolett. Die petaloiden Kelchblätter sind bis 20 Millimeter lang und 7 bis 8 Millimeter breit; sie sind außen behaart und innen kahl und überragen die Kronblätter um etwa 11 Millimeter. Die Platte der Kronblätter ist länglich-eiförmig, abgerundet und stumpf. Sie ist 11 bis 13 Millimeter lang und 7 bis 9 Millimeter breit. Der Sporn ist gerade oder schwach gekrümmt mit kopfiger Spitze. Er ist 8 bis 11 Millimeter lang und kahl. Die Staubblätter sind etwa einen Millimeter länger als die Kronblätter. Die häutigen Staminodien sind etwas wellig und etwa 5 Millimeter lang. Die 5 oberständigen und freien Fruchtblätter sind drüsig behaart und etwa 10 bis 14 Millimeter lang.
Die Blütezeit ist Juni. Es werden zylindrische, klebrig behaarte und geschnäbelte, mehrsamige Balgfrüchte gebildet die in einer Sammelbalgfrucht erscheinen. Die kleinen, glänzenden Samen sind schwarz.
Die Chromosomenzahl beträgt 2n = 14.

## Vorkommen
Die Wiesenrauten-Akelei ist eine sehr seltene Art. Sie ist endemisch in den Kalkalpen von Südtirol, der Lombardei und Venetien. Sie gedeiht unter überhängenden, tropfenden Kalkfelsen in feuchten Kalkschutt gern zusammen mit anderen Endemiten der Südalpen, dem Spinnweben-Steinbrech (Saxifraga arachnoidea) und der Graugrünen Nabelmiere (Moehringia glaucovirens). Die Wiesenrautenblättrige Akelei steigt etwa bis 1600 Meter Meereshöhe auf.

## Taxonomie
Die Wiesenrauten-Akelei wurde 1853 durch Heinrich Wilhelm Schott und Theodor Kotschy in Verhandlungen des Zoologisch-Botanischen Vereins in Wien, vol. 3, S. 130 erstbeschrieben.